# 1972년 독일 연방의회 선거
1972년 서독 총선거는 전체 496석의 서독 연방의회의 의원들과 서베를린에 할당된 22석의 의원들을 선출하기 위해 1972년 11월 19일에 서독 전역에서 실시되었다. 1949년 선거 이후 처음으로 의회 임기인 4년을 못채운 조기 총선이었던 가운데 총 37,761,589명의 유권자가 선거에 참여하여 투표율 91.1%를 기록하였다. 이 투표율은 지금까지 역대 독일 총선 투표율 중 가장 높은 수치이다.
선거 전 빌리 브란트는 전 자민당 대표 에리히 멘데 등 일부 의원들의 탈당과 기민련 입당으로 인해 불신임 결의를 받게 된다. 불신임에서 단 2표차로 부결됨으로써 브란트 내각은 붕괴를 면할 수 있었지만, 이로인한 정국 혼란으로 인해 브란트는 현 내각의 신임을 묻기 위해 전후 처음으로 의회를 해산하게 된다. 선거 기간 동안 브란트가 이끄는 사민당과 부총리 셸이 이끄는 자민당은 정국 혼란의 원인으로 불신임을 결의한 기민련의 책임을 추궁하는 동시에 동유럽에 대한 동방 정책에 대한 지지를 부탁한다. 반대로 기민련은 통과될 것으로 예상되었던 불신임이 부결된 후 책임 공방으로 인해 당내 분열 속에서 선거를 치러야 했다.
선거 결과, 사민당은 기민련/기사련보다 처음으로 득표율에서 앞서는 승리를 거두게 된다. 사민당은 연정 상대인 자민당의 의석수 증가로 기존 의석 점유율 51%에서 55%로는 안정적 과반수를 차지하게 되었다. 사민당은 전통적인 기사련의 텃밭인 바이에른을 중심으로 한 독일 남부 지역을 제외한 대부분의 지역에서 기민련을 앞섰다. 이후 12월 15일에 브란트를 총리로 유임한 제2기 사회자유 내각이 발족하였다.

## 선거 과정

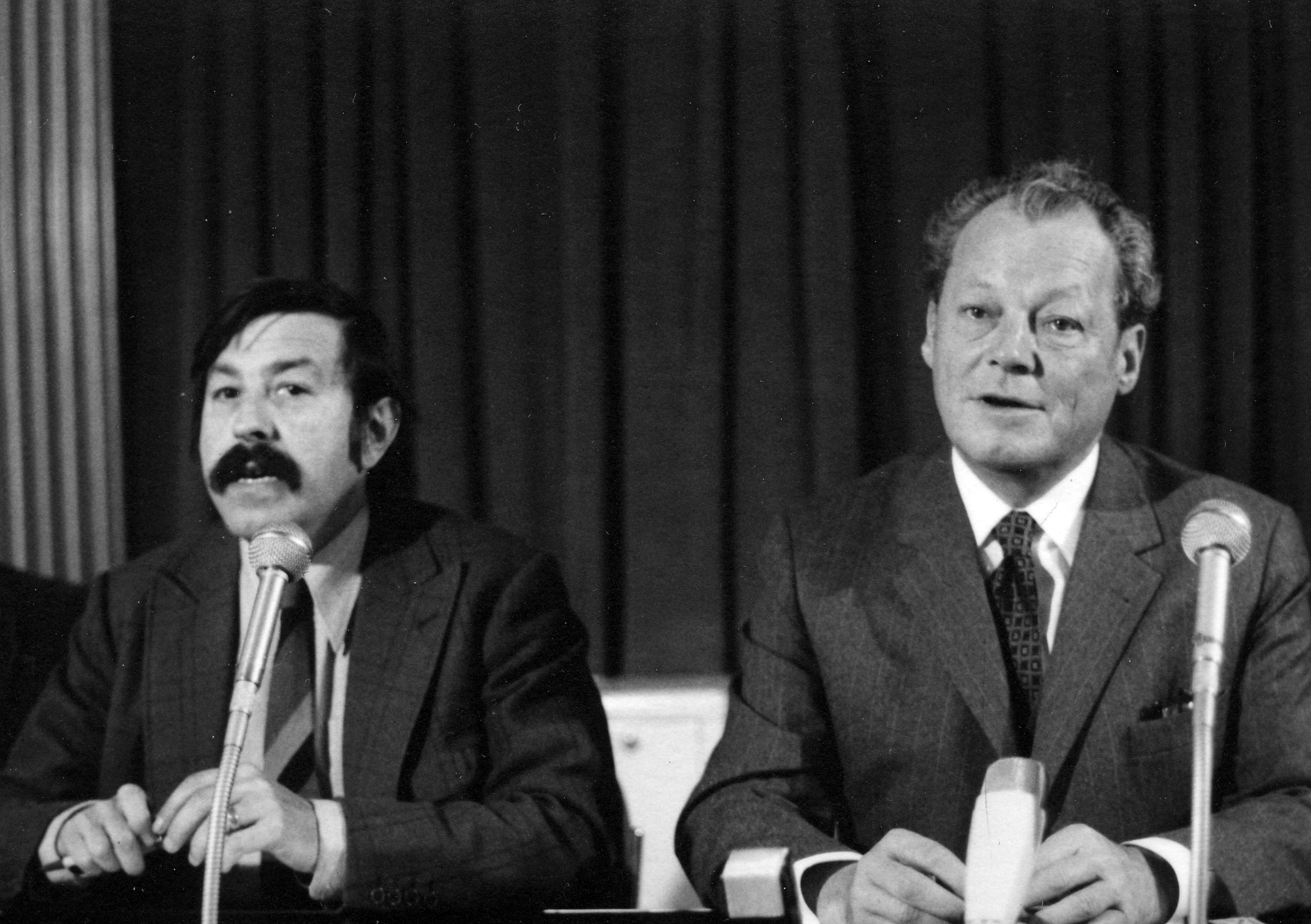
빌리 브란트와 귄터 그라스

1969년에 연정에 합의한 사민당과 자유민주당의 사회자유 연정은 기존 외교 정책에서 벗어나 동유럽 국가들에 대한 대결 국면을 완화하기 위해 동방 정책을 시행하고 동독과 폴란드, 소련에 대해 우호적 입장을 취하게 된다. 이러한 정책은 대내외적인 논란을 일으켰는데, 보수 진영의 기민련뿐만 아니라 당내 우파 세력으로부터도 비난을 받았다. 급기야 브란트의 외교 정책에 동의하지 못한 자민당 우파 세력은 공공연히 연정 탈퇴를 시사하였으며, 연정 내각은 진통이 거듭되었다. 또한 의석 점유율이 51%에 불과한 브란트 내각은 과반수 턱걸이에 대해 여러 문제를 겪었다.
결국 자민당 우파 세력인 전 대표 에리히 멘데와 일부 자민당 의원, 사민당 소속의 헤르베르트 후프카 등 일부 연정 의원들이 탈당한 후 기민련에 입당하게 된다. 연정 내각은 과반수를 잃지 않았지만 기민련은 자민당 내 의원들의 동조를 기대하면서 1972년 4월 27일에 브란트 내각의 불신임을 결의하고 기민련의 대표인 라이너 바르첼을 총리로 세우려고 하였다. 언론은 브란트 내각의 불신임을 기정사실화하였으나 막상 투표 결과, 불신임안은 기민련 소속 2명 의원의 반란표로 인하여 부결된다. 1997년에 밝혀진 바로는 동독 정부의 슈타지가 기민련 의원들을 설득하여 몇 명의 의원들이 불신임안에 반대표를 던진 것으로 밝혀졌다.
이로서 내각은 유지되었지만 브란트 내각은 의회 과반수를 잃었음이 나타나면서 심각한 권력 공백 현상을 겪게 된다. 여기에 뮌헨 올림픽에서 발생한 참사로 인해 1973년에 치러질 총선에서 정권이 유지될 확률이 줄어들게 된다. 결국 9월 22일에 브란트는 자신에 대한 국민들의 신임을 묻겠다는 이유로 구스타프 하이네만 대통령에게 의회를 해산하고 조기 총선을 시행할 것을 건의하였으며, 따라서 전후 처음으로 조기에 의회가 해산된 후 11월 19일에 총선이 치러지게 되었다.
선거 기간 동안 라이너 바르첼이 이끄는 기민련은 지난 3년 동안의 브란트의 경제 정책과 외교 정책에 대한 반대로 선거전을 진행하였다. 그러나 불신임 결의안의 부결로 인하여 기민련은 당내 분열을 불러왔다. 한편 브란트는 1971년 수상한 노벨 평화상을 근거로 동방 정책의 효과를 선전하였다. 또한 사민당과 자민당은 브란트 개인의 인기를 이용하여 인물 대결로 선거 국면을 전환하였다. 한편으로 브란트는 선거 운동 동안 문인들의 지지를 얻어냈는데 대표적으로 《양철북》의 작가 귄터 그라스가 있다. 브란트를 지지한 문인들은 "빌리에게 한 표를!" (Willy wählen!)라는 선거 구호를 정한 후 직접 선거 운동을 전개하였다.

## 선거 결과
선거 결과 투표율은 91.1%를 기록해 1949년 총선 이후 가장 높은 투표율을 기록하였다. 한편 선거권은 21세에서 18세로 내려졌다.
| 정당        | 정당                           | 지역구      | 지역구      | 지역구      | 비례대표   | 비례대표 | 비례대표 | 의석 |
| 정당        | 정당                           | 득표        | %           | 의석        | 득표       | %        | 의석     | 의석 |
| ----------- | ------------------------------ | ----------- | ----------- | ----------- | ---------- | -------- | -------- | ---- |
|             | 독일 사회민주당 (SPD)          | 18,228,239  | 48.9        | 152         | 17,175,169 | 45.8     | 90       | 242  |
|             | 독일 기독교민주연합 (CDU)      | 13,304,813  | 35.7        | 65          | 13,190,837 | 35.2     | 121      | 186  |
|             | 바이에른 기독교 사회연합 (CSU) | 3,620,625   | 9.7         | 31          | 3,615,183  | 9.7      | 17       | 48   |
|             | 자유민주당 (FDP)               | 1,790,513   | 4.8         | -           | 3,129,982  | 8.4      | 42       | 42   |
|             |                                |             |             |             |            |          |          |      |
|             | 독일 국가민주당 (NPD)          | 194,389     | 0.5         | -           | 207,465    | 0.6      | -        | -    |
|             | 독일 공산당 (DKP)              | 146,258     | 0.4         | -           | 113,891    | 0.3      | -        | -    |
| 기타 정당   | 기타 정당                      | 18,942      | 0.1         | -           | 27,223     | 0.1      | -        | -    |
| 전체 유효표 | 전체 유효표                    | 37,303,779  | 98.8        |             | 37,459,750 | 99.2     |          | 518  |
| 무효표      | 무효표                         | 457,810     | 1.2         |             | 301,839    | 0.8      |          |      |
| 전체        | 전체                           | 전체        | 전체        | 전체        | 37,761,589 | 91.1     |          |      |
| 총 유권자수 | 총 유권자수                    | 총 유권자수 | 총 유권자수 | 총 유권자수 | 41,446,302 |          |          |      |

### 주별 선거 결과

#### 비례대표 선거
| 주                     | 사민당     | %     | 우니온     | %     | 자민당    | %     | 기타    | %    | 전체       |
| ---------------------- | ---------- | ----- | ---------- | ----- | --------- | ----- | ------- | ---- | ---------- |
| 바덴뷔르템베르크주     | 2,069,169  | 38.9% | 2,648,810  | 49.8% | 544,832   | 10.2% | 59,322  | 1.1% | 5,322,133  |
| 바이에른주             | 2,483,136  | 37.8% | 3,615,183  | 55.1% | 399,554   | 6.1%  | 65,917  | 1.0% | 6,563,790  |
| 브레멘주               | 284,028    | 58.1% | 144,471    | 29.6% | 54,428    | 11.1% | 5,958   | 1.2% | 488,885    |
| 함부르크 주            | 673,517    | 54.4% | 411,974    | 33.3% | 138,607   | 11.2% | 12,967  | 1.0% | 1,237,065  |
| 헤센주                 | 1,697,322  | 48.5% | 1,409,771  | 40.3% | 355,558   | 10.2% | 36,185  | 1.0% | 3,498,836  |
| 니더작센주             | 2,235,911  | 48.1% | 1,988,720  | 42.7% | 393,282   | 8.5%  | 34,561  | 0.7% | 4,652,474  |
| 노르트라인베스트팔렌주 | 5,509,886  | 50.4% | 4,484,657  | 41.0% | 856,963   | 7.8%  | 83,132  | 0.8% | 10,934,638 |
| 라인란트팔츠주         | 1,067,953  | 44.9% | 1,090,339  | 45.9% | 193,499   | 8.1%  | 26,070  | 1.1% | 2,377,861  |
| 자를란트주             | 349,801    | 47.8% | 316,955    | 43.4% | 51,762    | 7.1%  | 11,394  | 1.6% | 729,912    |
| 슐레스비히홀슈타인주   | 804,446    | 48.6% | 695,140    | 42.0% | 141,497   | 8.6%  | 13,073  | 0.8% | 1,654,156  |
| 전체                   | 17,175,169 | 45.8% | 16,806,020 | 44.9% | 3,129,982 | 8.4%  | 348,579 | 0.9% | 37,459,750 |

#### 주별 당선자 (괄호는 지역구 당선자)
|                         | SPD       | Union    | FDP | 합 계 |
| ----------------------- | --------- | -------- | --- | ----- |
| 바덴뷔르템베르크 주     | 28 (12)   | 36 (24)  | 8   | 72    |
| 바이에른 주             | 33 (13)   | 48 (31)  | 5   | 86    |
| 브레멘 주               | 3 (0)     | 1 (0)    | -   | 4     |
| 함부르크 주             | 9 (8)     | 5 (0)    | 2   | 16    |
| 헤센 주                 | 23 (20)   | 19 (2)   | 5   | 47    |
| 니더작센 주             | 30 (23)   | 27 (7)   | 5   | 62    |
| 노르트라인베스트팔렌 주 | 75 (52)   | 61 (21)  | 12  | 148   |
| 라인란트팔츠 주         | 14 (9)    | 15 (7)   | 2   | 31    |
| 자를란트 주             | 4 (3)     | 4 (1)    | -   | 8     |
| 슐레스비히홀슈타인 주   | 11 (9)    | 9 (2)    | 2   | 22    |
| 서베를린                | 12        | 9        | 1   | 22    |
| 합계                    | 242 (152) | 234 (96) | 42  | 518   |

## 선거 이후
사민당은 기민련/기사련의 의석보다 처음으로 더 많은 의석을 거둬 1930년 이후 최초로 제1당에 오르게 된다. 12월 14일에 연방의회는 사민당과 자민당의 연정이 이뤄진 가운데 빌리 브란트를 다시 총리로 뽑았다. 발터 셸은 부총리 겸 외무장관에 유임하였다. 사민당은 최초로 의회의장으로 자기 당 소속의 안네마리 렝거를 뽑게 되었다. 라이너 바르첼은 당내 분열과 선거 패배의 책임을 지고 1973년 5월 9일에 기민련 의장직에서 사퇴한다. 후임 자리는 라인란트팔츠주 총리였던 헬무트 콜이 맡게 된다. 브란트는 1974년 5월 7일에 기욤 사건의 책임을 지고 사퇴한다. 후임으로 헬무트 슈미트가 총리직에 취임한다.

## 갤러리

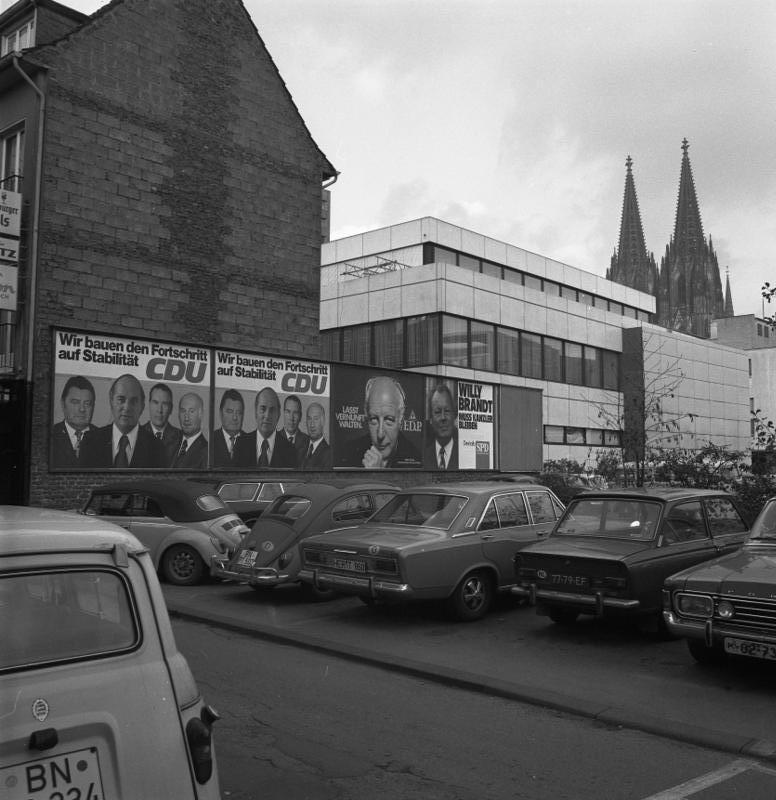
선거 포스터
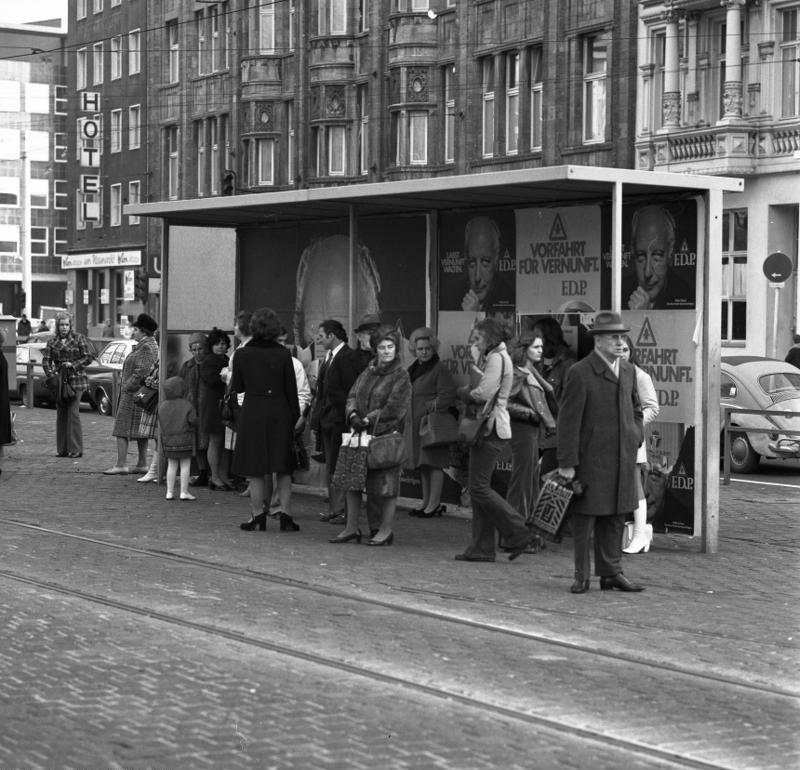
자민당 선거 포스터
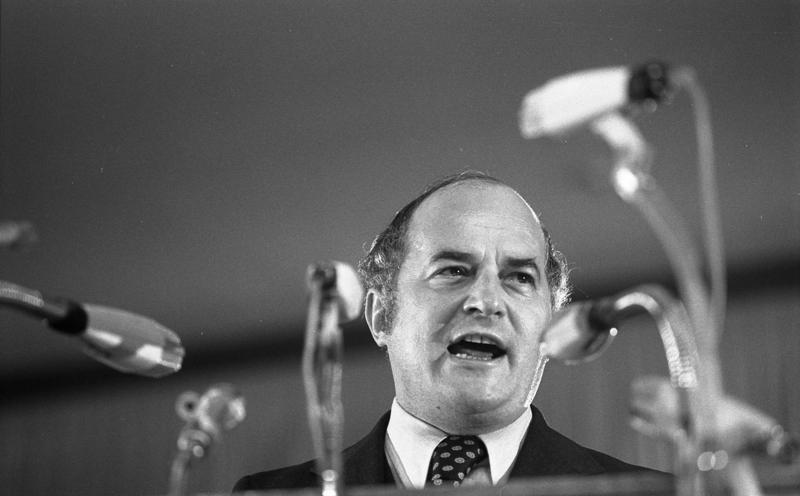
기민련 전당대회에서 바르첼
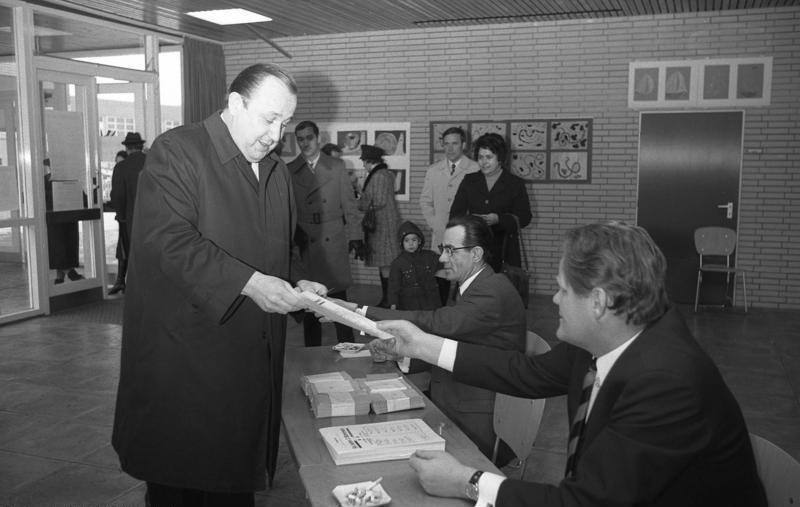
겐셔의 투표 모습
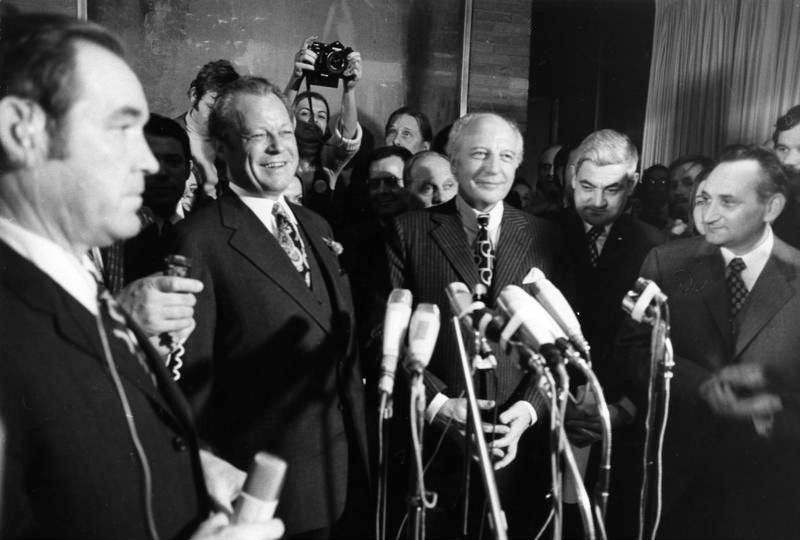
브란트와 셸의 승리 선언
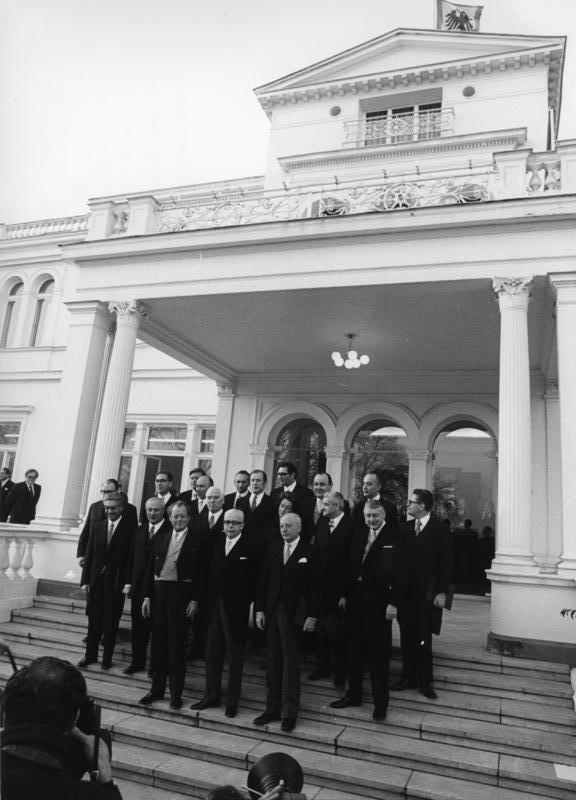
새 내각 기념 사진

## 참고 문헌
- Baker, Kendall L.; Norpoth, Helmut (1981). “Candidates on Television: The 1972 Electoral Debates in West Germany”. 《Public Opinion Quarterly》 45 (3): 329–345. doi:10.1086/268668. JSTOR 2748609.